# Convent de Sant Domingo (Palma)
El convent de Sant Domingo de Palma és un antic covent dominicà fundat a Ciutat de Mallorca el 1231.
Estava situat entre els actuals carrers del Palau Reial, del Conqueridor, de la Victòria, la costa de Sant Domingo i les escales de la Seu. Es construí en uns terrenys cedits pel rei Jaume I a l'orde de Predicadors. L'església i el convent s'edificaren amb les almoines dels fidels, amb l'ajut dels reis de Mallorca i d'Aragó i amb l'aportació de la ciutat i el regne de Mallorca. Les obres del convent s'iniciaren entre 1231 i 1236. El primer membre del convent fou el convers Miquel de Bennàsser.

## El convent dominicà
N'eren peces destacades la porteria, el refetor, la sala capitular, la sagristia, un claustre menor i un altre de major. El menor es degué construir entre els darrers anys del segle xiii i els primers del XIV. Era format per capitells octogonals motllurats que aguantaven arcs apuntats. El major era més senzill, els arcs apuntats es recolzaven en columnes de fust llis. Tenia un vestíbul de planta quadrada, voltada, amb una columna central, la base de la qual era circumdada per una font. En una ala del claustre hi havia la capella dedicada al Roser, el cimbori de la qual sobresortia a l'exterior.

## L'església gòtica
La construcció de l'església va començar el 1296 i va acabar el 1359 amb l'ajuda del cardenal Nicolau Rossell. En fou l'arquitecte principal Jaume Fabre. Era de nau única, amb set trams i capelles entre els contraforts. Tenia absis heptagonal i capelles radials. Feia 55,1 m de llarg, 26,77 d'amplària i 29,49 d'alçària. La coberta exterior era plana, amb terrassa, i la interior era de volta ogival. El campanar, situat a la dreta de la façana, era de base quadrada i tenia quinze cossos.
L'edifici s'adaptava al pendent del terreny mitjançant escales. Per una banda s'entrava a l'església per una escala de deu esglaons, la qual, ja a dins, encara en pujava deu més fins al pla de la nau. Per altra banda a la zona del presbiteri s'hi accedia a través de nou esglaons. Als peus de la nau hi havia una tribuna per al cor alt, afegit el 1378. El 1380 es va fer el cor baix i va ser pagat per Pere Safortesa. L'interior del temple estava format per fines columnes adossades al mur i tallades per una cornisa que suportava els capitells que rebien els nervis de la volta. Pel que fa a la façana, estava formada per tres o quatre cossos dividits per línies d'impostes. A la portalada hi havia un arc ogival amb timpà, ocupat per una estàtua de sant Domingo. La porta estava dividida per un mainell que suportava una llinda, on hi havia un escut reial entre dos de més petits. Les arquivoltes acabaven amb un gabiet amb decoració circular i situat davall arcs cecs. Damunt el portal hi havia una rosassa. La majoria d'objectes de culte pertanyien a una iconografia mariana, bíblica i hagiogràfica. Quasi tots els retaules gòtics foren canviats durant l'època barroca. D'aquest estil és el retaule de la Puríssima de fra Albert Borguny (en l'actualitat a l'església dels Sagrats Cors) i l'orgue de Jordi Bosch (traslladat a l'església parroquial de Santanyí).

## Sant Domingo i la Inquisició
A l'època medieval, la majoria d'inquisidors eren dominics, per la qual cosa, a partir de 1488, era a Sant Domingo on tenien lloc els actes de fe i es col·locaven les gramalletes. La relació entre les dues institucions anà minvant a partir del segle xviii, fins a la desaparició de la Inquisició el 1820.

## La destrucció del convent
La llei de desamortització (1835) afectà el convent. Va ser enderrocat el 1837, malgrat els intents de salvar-lo que hi hagué de banda de la societat mallorquina i d'entitats com la Societat Econòmica Mallorquina d'Amics del País. El ràpid esbucament del conjunt (es va fer en menys d'un mes) va ser motivat, a part de les qüestions polítiques, per interessos especulatius i per la relació que havia tengut l'orde dominicana amb la Inquisició. Poques coses s'aconseguiren salvar. Alguns sepulcres foren traslladats a la Seu de Mallorca, com el del cardenal Nicolau Rossell i el del marquès de la Romana. Altres peces artístiques i objectes de culte foren repartits per diferents esglésies de Mallorca. El 1972 els dominicans s'establiren de nou en un altre indret de Palma. Al solar que restà després de l'enderrocament, s'hi construí l'edifici que fou seu del Cercle Mallorquí (1851-1981) i des del 1983 ho és del Parlament Balear.